# Amphidocius xanthogaster
Amphidocius xanthogaster is een vliesvleugelig insect uit de familie Pteromalidae. De wetenschappelijke naam is voor het eerst geldig gepubliceerd in 1974 door Dzhanokmen.